# Брю, Андре
Андре Брю (фр.  André Brue; 25 февраля 1654, Ла-Сьота, Прованс — Альпы — Лазурный Берег — 20 мая 1738, Марсель) — французский торговец, первый генеральный директор французской сенегальский компании (фр. Compagnie Royale du Sénégal), исследователь Западной Африки.

## Биография
О молодости Брю почти ничего неизвестно. Занимался колониальной торговлей. В 1697 году был назначен генеральным менеджером французской сенегальской торговой компании. Офис компании базировался в форте Сен-Луи в устье р. Сенегал. Работая в этой должности, восстановил форт Сен-Луи, превратив его в значительный город.
Тогда же начал исследования территории Бамбука в восточном Сенегале и западном Мали (до 1723 года).
Первым перешёл от «точечной колонизации» португальского типа (основания торговых факторий на побережье) к организации колониальных территориальных массивов путём проникновения во внутренние области африканского материка. Был полон решимости противостоять влиянию англичан в регионе Сенегамбии и добиться укрепления французских интересов. Для этого он приступил к строительству базу на реке Гамбия.
В своей деятельности столкнулся с противоборством местных государственных образований и королевств. Глава самой мощной из них Лат Сукаабе, владыка царства Кайор на реке Сенегал в 1701 году захватил в плен А. Брю, который был освобождён за выкуп через 12 дней.
В 1702 году на этом посту был заменён Жозефом Лайметре. В 1714 году А. Брю вновь возглавил компанию, которую была переименована в Руанскую компанию. В 1719 году во время правления Брю компания снова изменила название — на Компанию Индий. На этом посту Андре Брю находился до 1720 года.
Тем не менее, в работе на протяжении четверти века его компанию преследовали неудачи. Причины этого заключались в том, что А. Брю не смог взять под контроль процветающее пиратство, потери сенегальской компании вызвала также война за испанское наследство (1701—1714 годы).
За время службы в Африке А. Брю обследовал атлантическое побережье Африки между 16° и 12 ° с. ш., прежде всего территории Бамбука. Он дважды поднимался по реке Сенегал до впадения в него левого притока р. Фалеме, заложив в нижнем течении Фалеме форт Сен-Пьер. Один из его агентов исследовал Фалеме до первых порогов. Группа других сотрудников А. Брю после месячного путешествия вверх по реке Сенегал добралась до водопадов, выйдя на плато Фута-Джаллон, откуда берёт начало р. Бафинг, которая после слияния с Бакой образует реку Сенегал. Однако истоки реки оставались неизвестными.
В 1725 году исследователь вернулся во Францию. Отчёты А. Брю, составленные на основе его наблюдений и по данным расспросов местного населения, были обработаны миссионером Жаном Батистом Лаба и опубликованы в 1728 году в Париже под названием «Новое описание Западной Африки» (фр. Nouvelle relation de l’Afrique occidentale).

## Заслуги
Андре Брю занимает одно из первых мест среди исследователей Западной Африки. Не довольствуясь расширением колонии, он исследовал прилегающие к Сенегалу области, в которые проникли после него только путешественники второй половины XIX века.
Андре Брю расширил французские владения на востоке за пределы слияния рек Сенегала и Фалеме, а на юге — до островов Бижагош. Внутри страны он собрал сведения о золотоносных районах и впервые узнал некоторые подробности о местных племенах.